# Elisabeth von Leiningen

Das Wappen der Grafen von Leiningen

Elisabeth von Leiningen († 20. Juni um 1235/38), war eine Gräfin aus dem Haus Leiningen und durch Ehe Gräfin von Nassau. Als Witwe verwendete sie den Namen Gräfin von Schaumburg.

## Leben

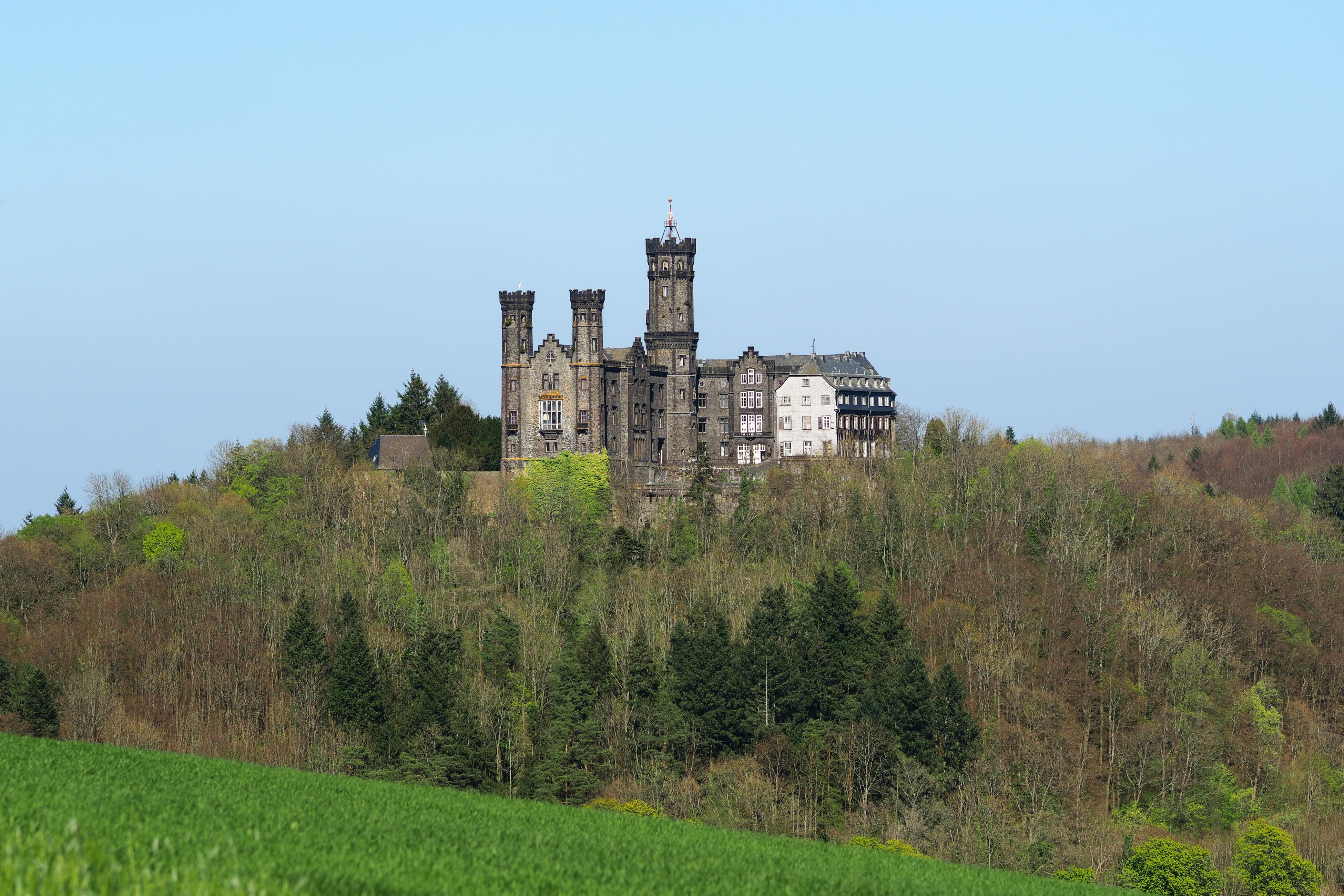
Schloss Schaumburg von Westen

Elisabeth war eine Tochter des Grafen Emich III. von Leiningen. Sie heiratete in oder vor 1169 Graf Ruprecht III. den Streitbaren von Nassau († 23./28. Dezember 1191). Mit ihm hatte sie zwei Kinder:
1. Hermann († 16. Juli vor 1206), Graf von Nassau 1190–1192, später Kanoniker zu Mainz.
2. Lukardis († vor 1222); ⚭ vor 27. Februar 1204 Graf Hermann V. (III.) von Virneburg († nach 1254).[7]

Elisabeths Ehemann wird zwischen 1160 und 1190 als Graf von Nassau erwähnt. Er nahm am Dritten Kreuzzug unter Kaiser Friedrich I. Barbarossa teil; es scheint, dass er bis nach der Einnahme von Akkon ausgehalten hat und dann während der Rückfahrt auf See gestorben ist.
„Elysa comitissa dicta de Schowenburg, relicta … Ruperti comitis de Nassowe“ verkaufte Eigentum an das Kloster Johannisberg, mit Genehmigung „Hermanni comitis de Virneburg et Luccardis conthoralis ipsius filie nostre advocatiam et iudicium ville Steinheim“, in einer Urkunde vom 27. Februar 1204.
Als ihr Bruder Friedrich II. um 1217/20 starb, erbte Elisabeth einen dritten Teil der Schaumburg und die dazugehörige Herrschaft. Nach ihrem Tod gelangte ihr Teil in den Besitz ihrer Enkel, der Grafen Ruprecht I. und Heinrich I. von Virneburg.
„Lucardis comitissa de Sarebrugen … cum sororibus nostris Alverade quondam comitissa de Cleberc et Elysa quondam etiam comitissa de Nassowe“ spendete Eigentum an den Limburger Dom in einer Urkunde aus 1235.
Die Nekrologie des Klosters Arnstein dokumentierte den Tod „Elizabetis comitisse de Nassauwe, que legavit nobis elemosinam bonam“ am 20. Juni.